# Bally (Schuhhersteller)
Bally ist ein im Jahr 1851 von Carl Franz Bally in Schönenwerd im Kanton Solothurn gegründeter Schweizer Schuhhersteller.
Das Unternehmen stellte zunächst Damen- und Herrenschuhe, später auch Accessoires her. Unter der internationalen Luxusmarke Bally werden heute Schuhe, Bekleidung und Accessoires vermarktet. Bally hat heute seinen Sitz, nach jahrzehntelanger Beheimatung im Kanton Solothurn, in Caslano bei Lugano im Kanton Tessin.

## Geschichte

### Gründung, Mechanisierung und weltweite Expansion

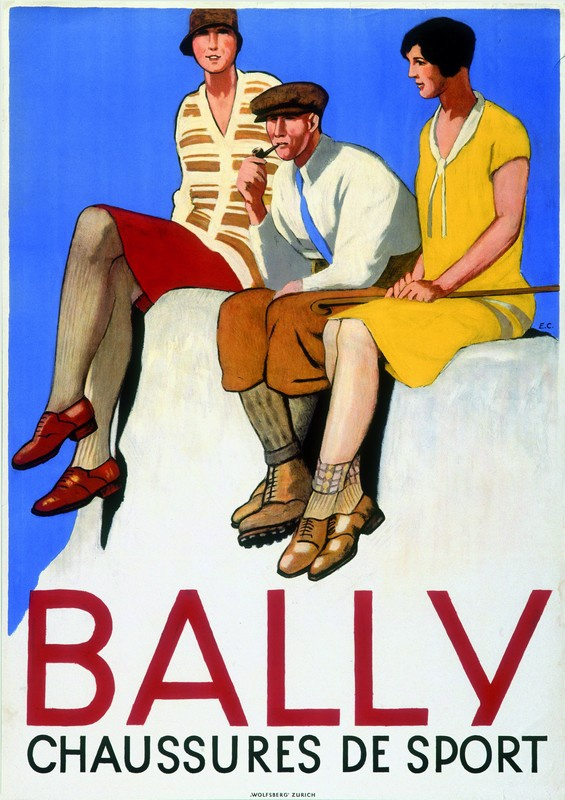
Werbeplakat aus dem Jahr 1928

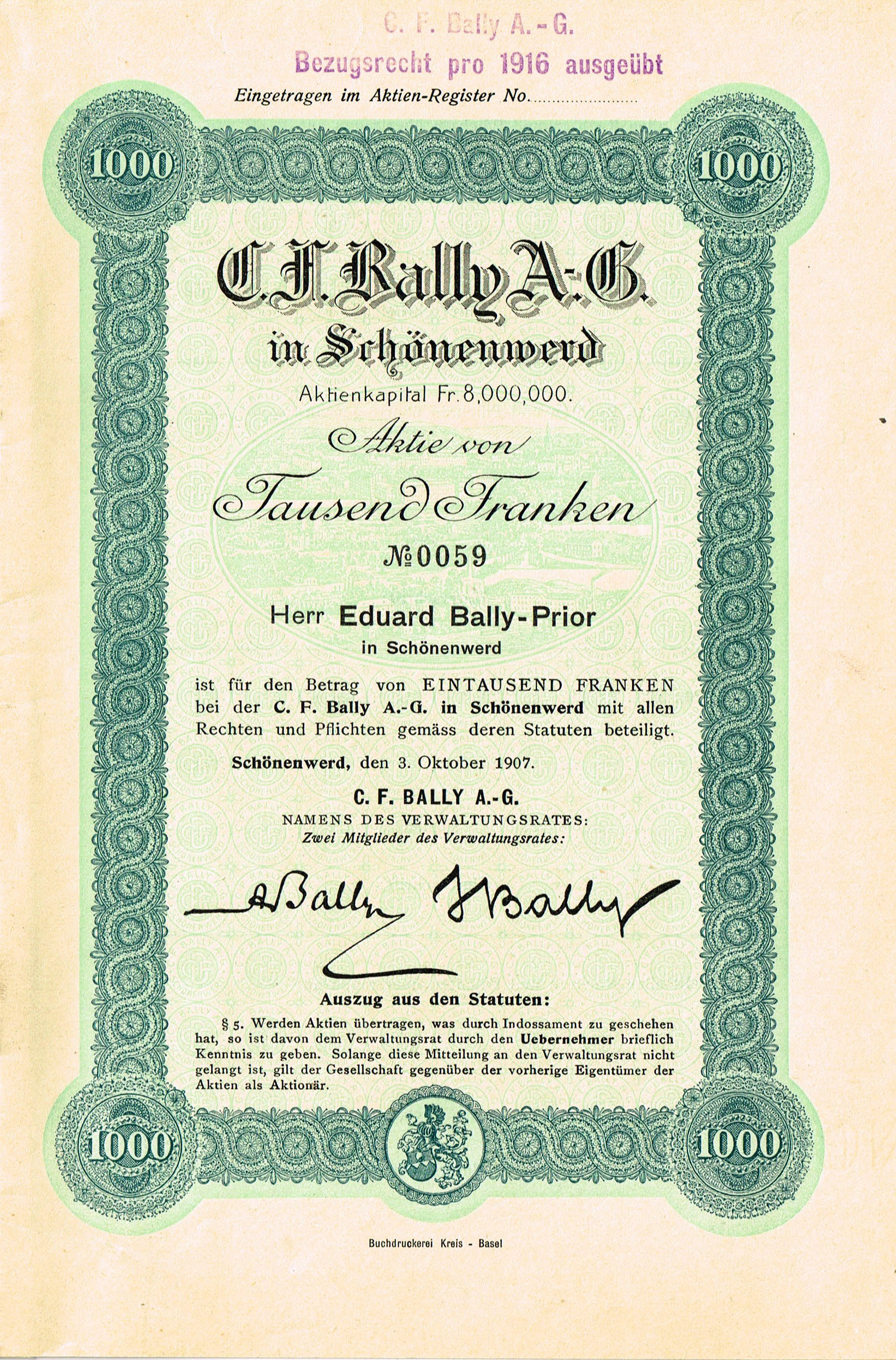
Namenaktie über 1000 Schweizer Franken der C. F. Bally AG von 1907

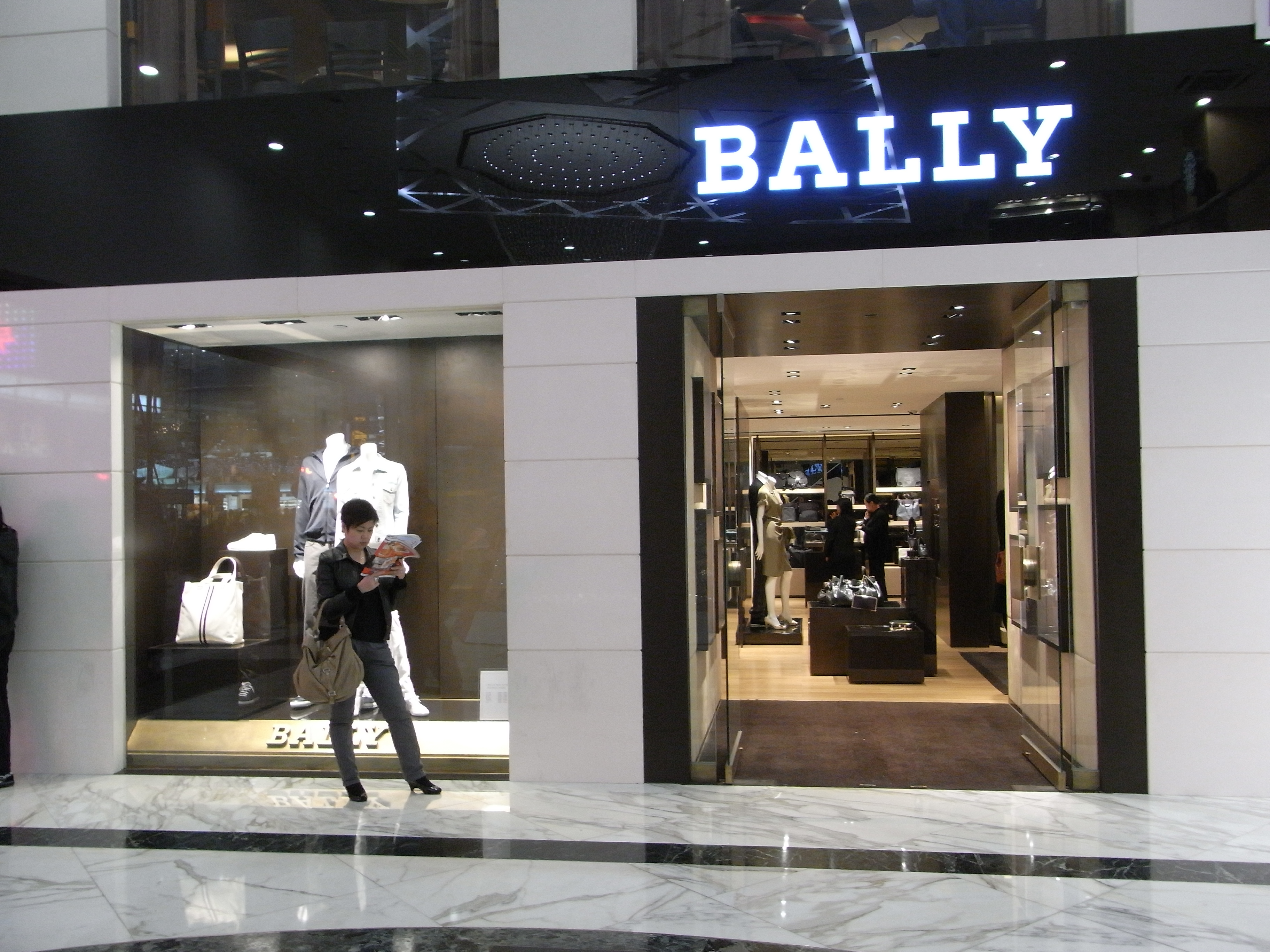
Bally-Filiale in Hongkong (2009)

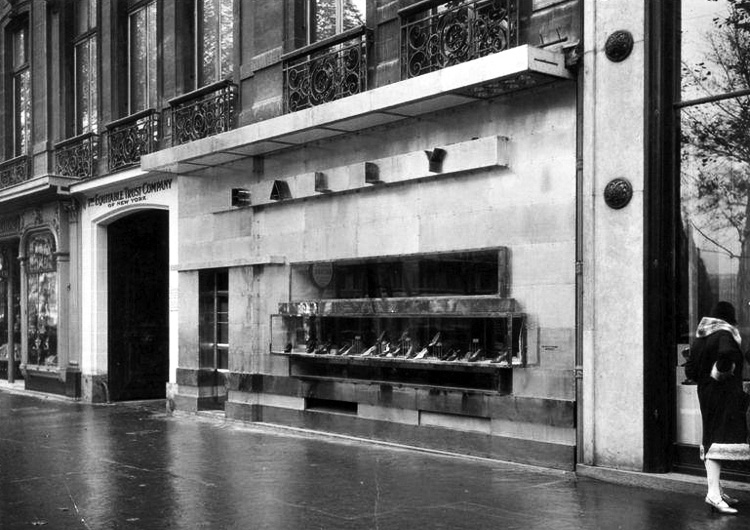
Ehemalige Bally-Filiale im 8. Arrondissement (Boulevard de la Madeleine) von Paris (1929)

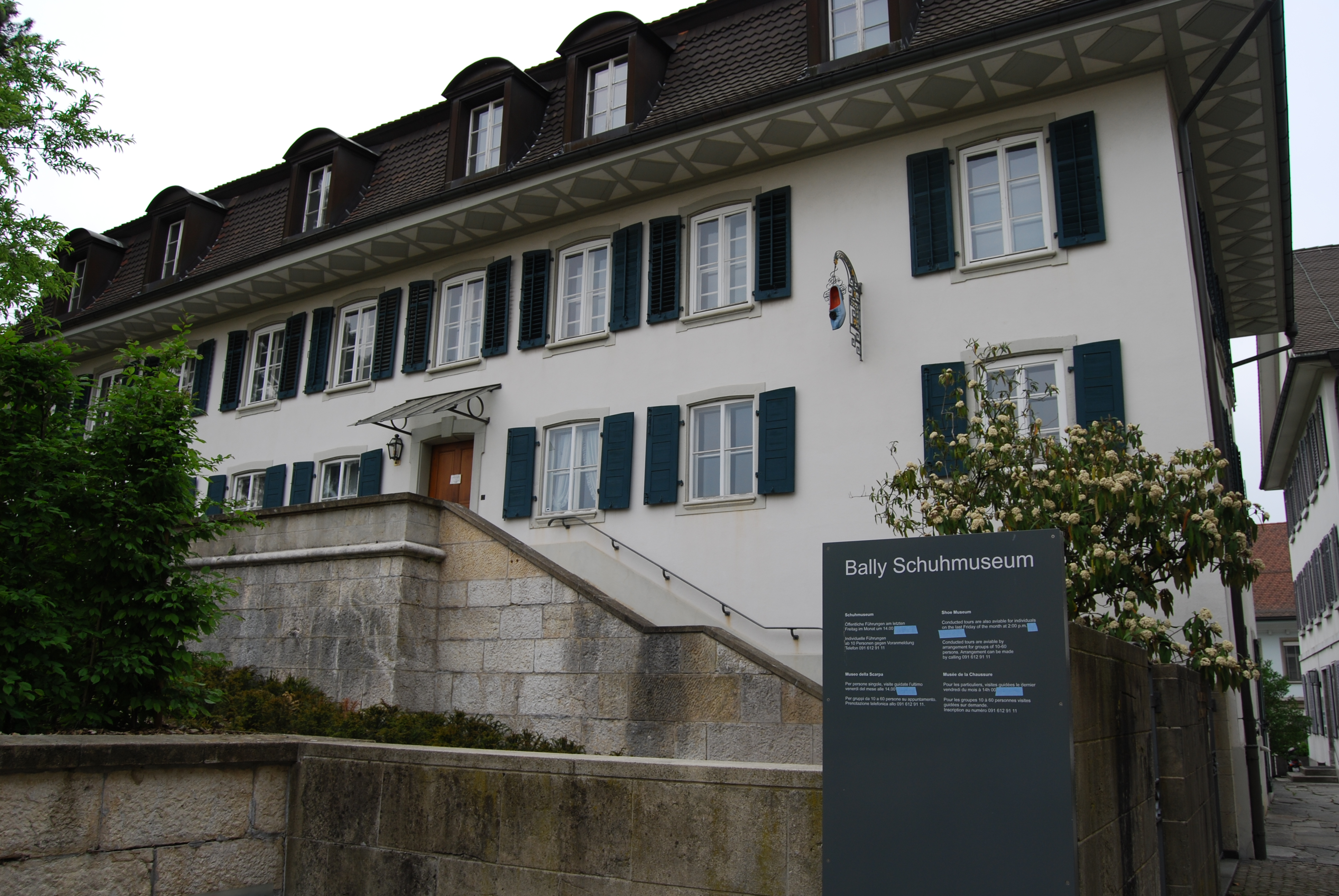
Bally-Schuhmuseum in Schönenwerd, Kanton Solothurn (2011)

Nach dem Tod von Peter Bally (1783–1849) wurde dessen Bandweberei (Bally Band) im schweizerischen Schönenwerd im Kanton Solothurn unter seinen Söhnen aufgeteilt. Carl Franz Bally (1821–1899) übernahm zusammen mit seinem Bruder Fritz Bally (1823–1878) die Abteilung der Hosenträger- und Elastikweberei und führte sie unter der «Firma Bally & Co» weiter. Die beiden trennten sich schon 1854 und der Schönenwerder Betrieb wurde unter der Firma «C. F. Bally» weitergeführt. Fritz Bally führte in der Folge eine eigene Weberei in Aarau.
Ab 1851 begann Bally Schuhe mit elastischen Einsätzen herzustellen, damit handelt es sich um die zweitälteste der Schweizer Schuhfabriken. Da Bally bereits elastische Gewebe produzierte und Hunderte Näherinnen beschäftigte, schien ihm das naheliegend. Bally und seine Leute verstanden jedoch nichts von der Schuhmacherei, weshalb sich die Fabrikation und der Vertrieb des Schuhwerks anfangs als schwierig erwies. Erst als Bally durch Vermittlung eines deutschen Händlers ab etwa 1860 Schuhe nach Argentinien und Uruguay exportieren konnte, begann die Schuhfabrikation rentabel zu werden.
Im Jahr 1860 beschäftigte Bally bereits mehr als 500 Arbeiter. Nach einem weiteren Jahrzehnt expandierte das Unternehmen auch ausserhalb der Schweiz mit Niederlassungen in Montevideo (1870), Buenos Aires (1873), Paris (1879) und London (1882). Typisch für seine Zeit, bot Bally seinen Angestellten eine Krankenversicherung, Wohnraum und Erholung im eigens angelegten Bally-Park in Schönenwerd, verhinderte jedoch die Bildung einer Gewerkschaft.
Schon in den 1860er Jahren setzte Bally neu entwickelte Technik, v. a. Nähmaschinen, im Betrieb ein. Auf einer Reise nach Grossbritannien und USA lernte Carl Franz’ ältester Sohn Eduard Bally (1847–1926) 1870 hoch entwickelte Maschinen kennen, die damals in den Neuengland-Staaten New York und Massachusetts für die Schuhfabrikation hergestellt wurden. Eduard erkannte das Potenzial einer forcierten Mechanisierung, beschaffte sogleich einige Maschinen und liess sie in die Schweiz verschiffen. In der Folge stellte er die Produktion nach und nach auf die neuen technischen Möglichkeiten und Methoden um. Regelmässig reiste er, teilweise begleitet von Mitarbeiten, in die USA, um die Entwicklung zu verfolgen und neue Maschinen zu erwerben. Mit der vollständigen Mechanisierung bei Bally ging auch eine immer weitergehende Zerteilung des Produktionsprozesses in einzelne Arbeitsschritte nach amerikanischem Vorbild einher. Bedeutete industrielle Schuhfabrikation anfangs die Aufteilung des Prozesses in sieben Arbeitsschritte, durchlief ein Bally-Schuh um 1900 deren 192.
Die konsequente Mechanisierung führte zu einer effizienteren Produktion, zu besserer Qualität und dank günstigen Preisen zu einer guten Positionierung im Markt. Der Betrieb wuchs unter der Leitung Eduard Ballys stark. Betrug der Jahresausstoss in den 1870er Jahren noch um die 500'000 Paare, erreichte er 1900 schon über 2 Millionen Paare. 1901 war Bally (nach eigenem Bekunden) die grösste Schuhfabrik der Welt.
Carl Franz Bally starb 1899 und das Unternehmen wurde von seinen Söhnen Eduard und Arthur Bally (1849–1912) weitergeführt.  Nach 1900 trat die dritte Generation in den Betrieb ein. Unter der Leitung der Cousins Iwan, Ernst Otto und Max verfolgte Bally weiter eine Strategie der Arbeitsteilung und Optimierung der Prozesse nach dem Vorbild des Amerikaners Frederick Winslow Taylor. Dabei erfolgte die Produktion nicht ausschliesslich im Hauptwerk Schönenwerd, sondern stets dezentral unter anderem in Fabriken in Niedergösgen, Aarau, Schattdorf oder Gelterkinden. 1907 baute Bally in Dottikon (AG) eine vollständig neue Fabrik, die auf 1500 Mitarbeitende ausgerichtet war und täglich 4000 Paar Schuhe ausstossen konnte. Bis 1914 konnten die Gesamtproduktion auf 3,1 Millionen Paar erweitert werden.
Nach und nach kamen zu den schweizerischen auch ausländische Produktionsstandorte, hauptsächlich um Kosten für Zölle zu vermeiden. 1913 kaufte Bally in Lyon eine Schuhfabrik die künftig unter der Firma «Bally Camsat» produzierte. 1921 folgte eine Übernahme in Kapstadt und 1924 beteiligte sich Bally an der «Wiener Schuhfabrik», die Bally im Zuge der «Arisierungen» 1938 vollständig übernahm. 1933 erwarb Bally eine Minderheitsbeteiligung an der «P. Haldinstein & Sons Ltd» in englischen Norwich. 1946 übernahm sie diese vollständig und führte sie unter der Firma «Bally Shoe Factories (Norwich) Ltd» bis 1997.
Ab ca. 1910 begann Bally auch den einigen Detailhandel systematisch auszubauen. Begünstigt durch den Freihandel hatte man bereits ab 1881 damit begonnen den englischen Schuhmarkt direkt zu bearbeiten. Später eröffnete Bally in Frankreich, Deutschland, Österreich und anderen europäischen Staaten eigene Läden oder arbeitete eng mit lokalen Vertriebspartnern, wie Dolcis Shoes (zuvor «Upsons») in England, zusammen. Nach 1920 stiess Bally auch in den US-amerikanischen Markt vor. In der Schweiz beteiligte sich Bally meist an bestehenden Schuhhändlern und übernahm diese später vollständig. 1926 wurden diese Beteiligungen in der Bally Arola («Arola-Schuh A.G.») zusammengefasst, die dann bis in gegen 1990 für den Schweizer Detailvertrieb zuständig war. 1976 belieferte Bally 70 Länder mit Schuhen und betrieb weltweit rund 360 eigene Detailgeschäfte.
Bereits 1907 hatten Eduard und Arthur Bally die Kollektivgesellschaft «C.F. Bally Söhne» im Hinblick auf künftige Erbteilungen in eine Aktiengesellschaft umgewandelt. Die Familie Bally behielt die Stimmenmehrheit der Aktiengesellschaft. Das zusätzliche Kapital erlaubte eine massive Expansion. 1921 erfolgte die Gründung einer Holdinggesellschaft mit Sitz in Zürich. Diese nunmehr börsenkotierte «C.F. Bally A.G.» hielt die Beteiligungen an allen schweizerischen und ausländischen Tochtergesellschaften der Fabrikation, des Detailhandels und des Engros-Vertriebs. Die Schweizer Produktionsbetriebe wurden in der «Bally Schuhfabriken AG» mit Sitz in Schönenwerd zusammengefasst. 1951 zählte man weltweit 26 Tochtergesellschaften.
Der Erste Weltkrieg brachte Bally trotz Schwierigkeiten bei der Beschaffung von Leder, Kohle und anderen Rohstoffen eine ungeahnte Konjunktur. Dabei trieb vor allem die Herstellung von Schuhwerk für die kriegsführenden Staaten die Produktionszahlen in die Höhe. Der massive Konjunktureinbruch nach dem Ersten Weltkrieg führte dann allerdings zu einer Reduktion der Produktion und zu einem Abbau bei der Belegschaft von 7150 (1916) auf weniger als 4500 (1921) Mitarbeitende.
Bally überstand die Weltwirtschaftskrise und den Zweiten Weltkrieg, indem man das Portfolio auf sportliche Schuhe und Militärschuhe ausweitete. Konkurrenten wie der Schuhhersteller Bata wurden allerdings auch mit aggressiven Mitteln bekämpft. In der Nachkriegszeit expandierte das Unternehmen und etablierte sich erfolgreich im weltweiten Markt. Im Jahr 1942 wurde das ehemalige Wohnhaus Zum Felsengarten des Gründers in Schönenwerd in ein Schuhmuseum umgewandelt, das bis heute als Bally-Schuhmuseum besteht. Im Jahr 1951 lancierte Max Bally den Scribe, einen rahmengenähten Herrenschuh, der nach dem Pariser Hôtel Scribe benannt wurde und bis heute gefertigt wird. Der Bally-Konzern umfasste mittlerweile Produktionsstätten in der Schweiz, Frankreich, Südafrika, Grossbritannien, Österreich und den USA, ausserdem einige Gerbereien in Südamerika sowie Immobilien- und Handelsunternehmen. Bally beschäftigte rund 15.000 Menschen in der Schweiz und weltweit und produzierte etwa 10,2 Millionen Paar Schuhe im Jahr.
Bally übernahm in Europa den Vertrieb von Pedoskopen der Pedoscope Company aus St Albans im Vereinigten Königreich.
Im Jahr 1953 trug Edmund Hillary zur Erstbesteigung des Mount Everest Stiefel von Bally. Im Jahr 1976 wurden Bekleidung, Handtaschen und andere Lederaccessoires ins Sortiment aufgenommen.

### Wirtschaftliche Schwierigkeiten, Verkauf und Neubeginn
Im Jahr 1976 erlangte der Schweizer Finanzspekulant Werner K. Rey die Aktienmehrheit an Bally. Mit der Übernahme der Aktienmehrheit durch Rey verlor die Bally-Familie ihren Einfluss auf die Unternehmung. Im Folgejahr musste Rey seine Aktien auf öffentlichen Druck wieder veräussern: Der Rüstungskonzern Oerlikon-Bührle übernahm im Jahr 1977 die Aktienmehrheit von Rey. Unter dem Verwaltungsratsvorsitz von Hortense Anda-Bührle war Bally zwar erfolgreich, allerdings verkaufte sie zahlreiche hochwertige Immobilien aus dem Bally-Portfolio, darunter den umsatzstarken Flagship-Store Capitol in der Zürcher Bahnhofstrasse und das exklusive Ladengeschäft am Pariser Boulevard de la Madeleine. In den 1990er Jahren befand sich Bally im Niedergang; Auslöser waren Managementfehler, ein zu hoher Anteil der Eigenproduktion und eine weltweit uneinheitliche Markenführung. Im Jahr 1992 übernahm Hans Widmer, Chef von Oerlikon-Bührle, selbst von Alfred Niederer die Geschäftsführung, gab sie jedoch bereits wenige Monate später an Stefano Ferro. Zwischen 1993 und 1995 setzte die Designerin Andrée Putmann ein neues Innenraumdesign für zahlreiche Bally-Läden um, so wie vor ihr Robert Mallet-Stevens (1928) und Le Corbusier (1949). Ferro wurde 1995 von Ernst Thomke abgelöst, der eine harte Rationalisierung durchführte. Tausende Angestellte wurden entlassen und zahlreiche Fabriken geschlossen. Der Betriebsverlust belief sich im Jahr 1995 auf 6,7 Mio. Franken. Thomke wollte Bally an die Börse bringen, konnte sich mit seinem Plan jedoch nicht durchsetzen und verliess daraufhin im August 1997 Oerlikon-Bührle und Bally. Im Herbst 1997 schickte Bally einen Sonderzug durch Deutschland, von welchem aus in den Bahnhöfen mehrerer Grossstädte Restposten-Schuhe aus den Jahren 1992 bis 1996 verkauft wurden. Thomkes Nachfolger wurde im Jahr 1998 Bernd Wahler; Bally hatte zu dieser Zeit noch rund 2'800 Mitarbeitende, 422 Filialen und eine Fabrik im Kanton Tessin.
Im darauffolgenden Jahr verkaufte Oerlikon-Bührle Bally an die US-Investmentgesellschaft Texas Pacific Group (TPG). TPG restrukturierte den Betrieb, verkleinerte das Filialnetz und überführte den Firmensitz von Schönenwerd nach Caslano, wo dem Unternehmen bereits zuvor eine Produktionsstätte gehörte. Auch das Distributionskonzept wurde überarbeitet und TPG setzte den ehemaligen Gucci-Manager Marco Franchini als CEO sowie den New Yorker Designer und ehemaligen Salvatore Ferragamo-Mitarbeiter Scott Fellows als Kreativdirektor ein.
Bally repositionierte sich zunehmend erfolgreich als Lifestyle-Marke im Luxus-Segment. Man konzentrierte sich wieder auf das Kerngeschäft Schuhe und seit 2004 schrieb das Unternehmen wieder schwarze Zahlen. 2001 feierte das Unternehmen sein 150-jähriges Bestehen. Chefdesigner Fellows verliess das Unternehmen Ende 2002, weil seine Kreationen kommerziell nicht erfolgreich waren; ihm folgte bis 2006 der Designer Luca Ragonese (1969–2006). Im Jahr 2007 wurde in Caslano die Fondazione Bally per la Cultura («Bally-Stiftung für die Kultur») zur Förderung von Künstlern aus dem Tessin gegründet.

### JAB
Im April 2008 verkaufte TPG das Unternehmen für geschätzte 370 Mio. Euro an die Labelux Group (seit 2014: JAB Luxury), die Teil der JAB Holding war. Die Bally-Umsätze wurden für 2008 mit 400 Mio. Euro angegeben. Die Gruppe verlegte Ende 2011 ihren Sitz von Wien nach Caslano, Standort des Hauptsitzes von Bally.
Ab dem Jahr 2009 war der Deutsche Berndt Hauptkorn (* 1968) CEO von Bally. Hauptkorn war bereits ab dem Jahr 2007 am Aufbau der Labelux-Gruppe beteiligt und bekleidete dort bis Ende 2009 die Position des CEO. Er verliess das Unternehmen im Dezember 2011. Interimistisch übernahm Reinhard Mieck, seit Anfang 2010 CEO der Labelux Group und ab 1997 Mitarbeiter bei Reckitt Benckiser, die Stelle. Von 2013 bis 2019 hatte Frédéric De Narp den CEO-Posten bei Bally inne.
Ab Februar 2007 war der US-Amerikaner Brian Atwood, zuvor Designer bei Versace und Designer seines eigenen Schuh-Labels, Kreativ-Direktor bei Bally. Für die Sommerkampagne 2010 verpflichtete Bally das Model Christy Turlington und den Schauspieler Til Schweiger als Testimonials.
Im Frühjahr 2010 kündigte die Labelux Group an, dass man sich von Atwood trenne und er durch die ehemaligen Aquascutum-Designer Graeme Fidler und Michael Herz aus Grossbritannien ersetzt werde. Das Design-Studio von Bally (15 Mitarbeiter) befand sich seither in London (2017 geschlossen), die Produktion verblieb in Italien. Fidler und Herz kündigten Anfang 2013. Anfang 2014 wurde der Argentinier Pablo Coppola zum neuen Bally-Kreativdirektor ernannt, verliess das Unternehmen Ende 2016 jedoch wieder. Seither kümmert sich ein internes Design-Team um die Kollektionen. Ein von David Chipperfield entworfener Flagship-Store wurde 2014 in London eröffnet.
Im Auftrag der Alpiq Hydro Aare AG wurde 2017 die zwischen 1905 und 1907 erbaute sogenannte Ballyschwelle, lokal auch Schwelliplatte genannt, im Sinne des Hochwasserschutzes und der Renaturierung zurückgebaut.

### Ab 2018
Eine im Februar 2018 angekündigte Übernahme durch den chinesischen Textilkonzern Shandong Ruyi, zu dem auch die Marken Cerruti und Aquascutum gehören, wurde im Frühjahr 2020 abgebrochen. Aufgrund der weltweiten COVID-19-Pandemie konnte Shandong Ruyi den Kaufpreis von 600 Millionen Dollar nicht aufbringen.
Die Bally-Erlöse setzten sich Ende der 2000er zusammen aus Schuhen (50 %), Taschen und Accessoires (40 %) sowie Bekleidung (10 %). 2011 beschäftigte das Unternehmen 1560 Mitarbeiter, davon 430 in der Schweiz. 2018 waren es weltweit ca. 1600 Mitarbeiter. Bally unterhielt mit Stand 2018 weltweit 160 Filialen sowie seit 2009 einen Onlineshop und bedient zahlreiche Geschäftspartner weltweit. Im April 2019 übernahm Nicolas Girotto von Frédéric De Narp den CEO-Posten.

### Regent
2024 erfolgte die Übernahme durch die amerikanische Investmentfirma Regent. Im Oktober 2024 wurde Nicolas Girotto von Ennio Fontana als CEO von Bally abgelöst.

## Bally in der Populärkultur
In den späten 1980ern erreichten Bally-Schuhe unter Rappern einen Kultstatus. Bekannte Vertreter der Szene erwähnten Bally in ihren Liedern, darunter Jay-Z und Slick Rick. Letzterer rappte 1985 in The Show/La Di Da Di folgenden Satz: «Put on the Bally shoes and the fly green socks». Der Rapper Rick Ross verwies noch 2010 auf dieses Lied, indem er auf seiner Kollaboration mit P. Diddy Another One rappte: «1.5 for this brand new black Bugatti // jewels like I’m Slick Rick, Bally shoes, La Di Da Di». Bally-Schuhe sind zudem eine Ikone der Old-School-Szene.